# Lucas Balthazar
Lucas Balthazar, né le 8 janvier 2006, est un joueur international belge de hockey sur gazon qui joue au poste de milieu de terrain au Royal Uccle Sport.

## Biographie
Lucas est né le 8 janvier 2006 en Belgique.

## Carrière

### En club
Lucas joue actuellement dans le club bruxellois du Royal Uccle Sport dans le championnat belge.

### En équipe nationale

#### Espoirs
En 2023, Lucas fait partie du noyau espoirs pour disputer la Coupe du monde 2023 qui s'est tenue à Kuala Lumpur en Malaisie dont la Belgique a terminé 9e.
En 2024, il enchaîne avec une participation à l'Euro espoirs 2024 à Terrassa en Espagne dont les U21 belges remportaient la médaille de bronze en battant l'Allemagne 4 - 3 en match pour la 3e place, se qualifiant par la même occasion pour la Coupe du monde espoirs 2025 qui aura lieu en Inde à Chennai et Madurai en décembre 2025.

#### Seniors
Entre février et juin 2024, Lucas fait partie du noyau B de la Belgique pour participer à la Ligue professionnelle 2023-2024 dont la Belgique termine 5e à la fin de la phase de ligue.
En septembre 2024, il fait provisoirement partie de l'équipe première de la Belgique pour participer également à la Ligue professionnelle 2024-2025 pour la session de décembre à Amsterdam aux Pays-Bas y compris pour le cycle 2024-2028 soit jusqu'à la Coupe du monde 2026 et aux Jeux olympiques de Los Angeles.
Le 1er décembre 2024, il fait ses débuts chez les seniors contre les Pays-Bas en Pro League dont la Belgique partage l'enjeu 1 but partout avec les Pays-Bas.
En 2025, il fait définitivement partie de l'équipe première de la Belgique pour participer à la Ligue professionnelle 2024-2025 pour les sessions de Santiago del Estero en Argentine et d'Anvers en Belgique du 19 février à 29 juin 2025.

## Palmarès
- : 3e à l'Euro espoirs 2024